# Биньчуань
Биньчуа́нь (кит. упр. 宾川, пиньинь Bīnchuān) — уезд Дали-Байского автономного округа провинции Юньнань (КНР).

## История
Во времена империи Мин здесь в 1490 году была создана Биньчуаньская область (宾川州). После Синьхайской революции в Китае была проведена реформа структуры административного деления, в ходе которой области были упразднены, и поэтому в 1913 году Биньчуаньская область была преобразована в уезд Биньчуань.
После вхождения провинции Юньнань в состав КНР в 1950 году был образован Специальный район Дали (大理专区), и уезд вошёл в его состав.
Постановлением Госсовета КНР от 16 ноября 1956 года Специальный район Дали был преобразован в Дали-Байский автономный округ.
В сентябре 1960 года уезды Миду и Биньчуань были присоединены к уезду Сянъюнь, но в марте 1962 года они были воссозданы.

## Административное деление
Уезд делится на 8 посёлков и 2 национальные волости.